# تيم لينثورس
تيم لينثورس (بالهولندية: Tim Linthorst)‏ (3 يوليو 1994 في هولندا - ) هو لاعب كرة قدم هولندي في مركز الدفاع. لعب مع دي غرافشاب.

## وصلات خارجية
- تيم لينثورس على موقع قاعدة بيانات كرة القدم.إي يو (الإنجليزية)
- تيم لينثورس على موقع Soccerway.com (الإنجليزية)